# Austroaeschna muelleri
Austroaeschna muelleri – gatunek ważki z rodziny żagnicowatych (Aeshnidae).